# Oostenrijkse meerwaardeherdenkingsmunten
Münze Österreich, het munthuis van Oostenrijk, heeft een rijke collectie van verzamelmunten, met een waarde variërend van € 1,25 tot € 100.000. Dit artikel beschrijft deze munten geordend volgens datum.

## Wiener Philharmoniker munt
| Geen afbeelding beschikbaar | De Wiener Philharmoniker munt is geslagen in puur goud, 999.9 fine (24 karaat). Hij wordt ieder jaar opnieuw uitgegeven, in vier verschillende waardes, groottes en gewichten. Hij wordt geslagen als een investeringsproduct, alhoewel hij meestal eindigt in de handen van verzamelaars. Volgens het World Gold Council, was het de best verkopende gouden munt in 1992, 1995 en 1996 wereldwijd. Een harmonieus ontwerp van muziekinstrumenten op de achterzijde van de munt stelt het wereldberoemde Wiener Philharmoniker orkest voor. Sinds 1 februari 2008 wordt deze munt ook geslagen in zilver. Beide zijden van de munt zijn hetzelfde als de gouden munt. | De Wiener Philharmoniker munt is geslagen in puur goud, 999.9 fine (24 karaat). Hij wordt ieder jaar opnieuw uitgegeven, in vier verschillende waardes, groottes en gewichten. Hij wordt geslagen als een investeringsproduct, alhoewel hij meestal eindigt in de handen van verzamelaars. Volgens het World Gold Council, was het de best verkopende gouden munt in 1992, 1995 en 1996 wereldwijd. Een harmonieus ontwerp van muziekinstrumenten op de achterzijde van de munt stelt het wereldberoemde Wiener Philharmoniker orkest voor. Sinds 1 februari 2008 wordt deze munt ook geslagen in zilver. Beide zijden van de munt zijn hetzelfde als de gouden munt. | De Wiener Philharmoniker munt is geslagen in puur goud, 999.9 fine (24 karaat). Hij wordt ieder jaar opnieuw uitgegeven, in vier verschillende waardes, groottes en gewichten. Hij wordt geslagen als een investeringsproduct, alhoewel hij meestal eindigt in de handen van verzamelaars. Volgens het World Gold Council, was het de best verkopende gouden munt in 1992, 1995 en 1996 wereldwijd. Een harmonieus ontwerp van muziekinstrumenten op de achterzijde van de munt stelt het wereldberoemde Wiener Philharmoniker orkest voor. Sinds 1 februari 2008 wordt deze munt ook geslagen in zilver. Beide zijden van de munt zijn hetzelfde als de gouden munt. |
| | Waarde: 100.000 euro | Legering: Au 999.9 (Goud) | Ontwerper: Thomas Pesendorfer |
| Gewicht: 31.103 kg | Diameter: 370mm | Dikte: ? | |
| Jaar: 2004 Oplage: 15 exemplaren | | | |
| | Waarde: 100 euro | Legering: Au 999.9 (Goud) | Ontwerper: Thomas Pesendorfer |
| Gewicht: 31,103g | Diameter: 37mm | Dikte: 2,0mm | |
| Jaar: 2006 Oplage: 82.174 Jaar: 2005 Oplage: 158.564 Jaar: 2004 Oplage: 176.319 Jaar: 2003 Oplage: 179.881 Jaar: 2002 Oplage: 164.105 | | | |
| | Waarde: 50 euro | Legering: Au 999.9 (Goud) | Ontwerper: Thomas Pesendorfer |
| Gewicht: 15,552g | Diameter: 28mm | Dikte: 1,6mm | |
| Jaar: 2006 Oplage: 20.085 Jaar: 2005 Oplage: 21.049 Jaar: 2004 Oplage: 24.269 Jaar: 2003 Oplage: 26.848 Jaar: 2002 Oplage: 40.922     | | | |
| | Waarde: 25 euro | Legering: Au 999.9 (Goud) | Ontwerper: Thomas Pesendorfer |
| Gewicht: 7776g | Diameter: 22mm | Dikte: 1,2mm | |
| Jaar: 2006 Oplage: 29.609 Jaar: 2005 Oplage: 32.817 Jaar: 2004 Oplage: 32.449 Jaar: 2003 Oplage: 34.019 Jaar: 2002 Oplage: 40.807     | | | |
| | Waarde: 10 euro | Legering: Au 999.9 (Goud) | Ontwerper: Thomas Pesendorfer |
| Gewicht: 3,121g | Diameter: 16mm | Dikte: 1,2mm | |
| Jaar: 2006 Oplage: 39.892 Jaar: 2005 Oplage: 62.071 Jaar: 2004 Oplage: 67.994 Jaar: 2003 Oplage: 59.654 Jaar: 2002 Oplage: 75.789     | | | |
| | Waarde: 1,50 euro | Legering: Ag 999 (Zilver) | Ontwerper: Thomas Pesendorfer |
| Gewicht: 31,103g | Diameter: 37mm | Dikte: 3,2mm | |
| De zilveren Wiener Philharmoniker munt is een investeringsmunt. Zijn jaarlijkse oplage hangt af van de vraag.                         | | | |

### 2002
| Geen afbeelding beschikbaar | Onderwerp: De Christelijke Religieuze Ordes | Onderwerp: De Christelijke Religieuze Ordes | Ontwerper: Helmut Andexlinger                                     | Ontwerper: Helmut Andexlinger                         |
| Geen afbeelding beschikbaar | Waarde: 50 euro | Legering: Au 986 (Goud)                     | Oplage: 50.000                                                    | Kwaliteit: Proof                                      |
| Geen afbeelding beschikbaar | Uitgifte: 13 maart 2002 | Diameter: 22mm                              | Gewicht: 10,14g                                                   | Marktwaarde: $435 USD                                 |
| Geen afbeelding beschikbaar | Deel van de collectie "2000 jaar' Christendom". De voorzijde van de munt toont het dubbele portret van Sint-Benedictus en zijn zus Scholastica. Niet alleen is St. Benedictus de patroonheilige van West-Europa, hij is ook de grondlegger van het Westerse monasticisme. St. Benedictus schreef een regel voor monniken van 73 hoofdstukken, "een kleine regel voor beginners". Onder het leiderschap van zijn zus, stichtte hij ook een orde voor nonnen. De munt toont hem met een boek, dit is de Heilige Regel. St. Scholastica houdt een duif vast. De achterzijde van de munt toont een zittende middeleeuwse monnik die een manuscript kopieert. Het kopiëren van boeken door monniken in de Middeleeuwen was belangrijk voor de kennis voor volgende generaties. De meeste klassieke verhalen uit het oude Griekenland en Rome zijn door ons enkel gekend door de middeleeuwse kopieën. |                                             |                                                                   |                                                       |
|                             | |                                             |                                                                   |                                                       |
| Geen afbeelding beschikbaar | Onderwerp: Kasteel Ambras | Onderwerp: Kasteel Ambras                   | Ontwerper: Andreas I. Zanaschka en Herbert Wähner                 | Ontwerper: Andreas I. Zanaschka en Herbert Wähner     |
| Geen afbeelding beschikbaar | Waarde: 10 euro | Legering: Ag 925 (Zilver)                   | Oplage: 130.000 (Circulation) 20.000 (UNC) 50.000 (Frosted Proof) | Kwaliteit: Circulation, UNC, Frosted Proof            |
| Geen afbeelding beschikbaar | uitgifte: 24 april 2002 | Diameter: 32mm                              | Gewicht: 17,3g                                                    | Marktwaarde: ?                                        |
| Geen afbeelding beschikbaar | Deel van de collectie "Oostenrijk en haar burgers - Deel V". Het centrale ontwerp van de voorzijde is een gezicht op het kasteel Ambras, ten zuiden van Innsbruck, met de tuinen in Renaissancestijl. De inscriptie "Republik Österreich" is verdeeld door de klokkentoren, terwijl de waarde "10 Euro" en de datum de basis vormen. De achterzijde toont drie hofmuzikanten die de vloer van de Spaanse zaal kruisen, gebaseerd op een tekening uit 1569. Dit ontwerp herinnert aan de hoffeesten waarvoor Ferdinand II de Spaanse Zaal speciaal had laten bouwen. |                                             |                                                                   |                                                       |
|                             | |                                             |                                                                   |                                                       |
| Geen afbeelding beschikbaar | Onderwerp: 250 jaar Weense Dierentuin | Onderwerp: 250 jaar Weense Dierentuin       | Ontwerper: Herbert Wähner en Helmut Andexlinger                   | Ontwerper: Herbert Wähner en Helmut Andexlinger       |
| Geen afbeelding beschikbaar | Waarde: 5 euro | Legering: Ag 800 (Zilver)                   | Oplage: 500.000 (Circulation) 100.000 (UNC)                       | Quality: Circulation, UNC                             |
| Geen afbeelding beschikbaar | Uitgifte: 8 mei 2002 | Diameter: 28,5mm                            | Gewicht: 10g                                                      | Marktwaarde: ?                                        |
| Geen afbeelding beschikbaar | Dit is een negen zijdige munt. Iedere zijde stelt een van de deelstaten van Oostenrijk voor. Hun wapenschilden omcirkelen met de inscripties "Republik Österreich" en "Euro" de waarde "5". De achterzijde toont het keizerlijk paviljoen omgeven door een aantal dieren uit de dierentuin. De data "1752-2002" verwijzen naar de verjaardag van de dierentuin. |                                             |                                                                   |                                                       |
|                             | |                                             |                                                                   |                                                       |
| Geen afbeelding beschikbaar | Onderwerp: Renaissance (Ferdinand I) | Onderwerp: Renaissance (Ferdinand I)        | Ontwerper: Herbert Wähner en Thomas Pesendorfer                   | Ontwerper: Herbert Wähner en Thomas Pesendorfer       |
| Geen afbeelding beschikbaar | Waarde: 20 euro | Legering: Ag 900 (Zilver)                   | Oplage: 50.000                                                    | Kwaliteit: Frosted Proof                              |
| Geen afbeelding beschikbaar | uitgifte: 12 juni 2002 | Diameter: 34mm                              | Gewicht: 20g                                                      | Marktwaarde: ?                                        |
| Geen afbeelding beschikbaar | Deel van de collectie "Oostenrijk door de eeuwen heen". |                                             |                                                                   |                                                       |
|                             | |                                             |                                                                   |                                                       |
| Geen afbeelding beschikbaar | Onderwerp:Slot Eggenberg | Onderwerp:Slot Eggenberg                    | Ontwerper: Andreas I. Zanaschka en Thomas Pesendorfer             | Ontwerper: Andreas I. Zanaschka en Thomas Pesendorfer |
| Geen afbeelding beschikbaar | Waarde: 10 euro | Legering: Ag 925 (Zilver)                   | Oplage: 130.000 (Circulation) 20.000 (UNC) 50.000 (Frosted Proof) | Quality: Circulation, UNC, Frosted Proof              |
| Geen afbeelding beschikbaar | Uitgifte: 10 september 2002 | Diameter: 32mm                              | Gewicht: 17,3g                                                    | Marktwaarde: ?                                        |
| Geen afbeelding beschikbaar | Deel van de collectie "Oostenrijk en haar burgers - Deel V". |                                             |                                                                   |                                                       |
|                             | |                                             |                                                                   |                                                       |
| Geen afbeelding beschikbaar | Onderwerp: Barok | Onderwerp: Barok                            | Ontwerper: Andreas I. Zanaschka en Thomas Pesendorfer             | Ontwerper: Andreas I. Zanaschka en Thomas Pesendorfer |
| Geen afbeelding beschikbaar | Waarde: 20 euro | Legering: Ag 900 (Zilver)                   | Oplage: 50.000                                                    | Kwaliteit: Frosted Proof                              |
| Geen afbeelding beschikbaar | Uitgifte: 11 september 2002 | Diameter: 34mm                              | Gewicht: 20g                                                      | Marktwaarde: ?                                        |
| Geen afbeelding beschikbaar | Deel van de collectie "Oostenrijk door de eeuwen heen". |                                             |                                                                   |                                                       |
|                             | |                                             |                                                                   |                                                       |
| Geen afbeelding beschikbaar | Onderwerp: Sculptuur | Onderwerp: Sculptuur                        | Ontwerper: Herbert Wähner en Thomas Pesendorfer                   | Ontwerper: Herbert Wähner en Thomas Pesendorfer       |
| Geen afbeelding beschikbaar | Waarde: 100 euro | Legering: Au 986 (Goud)                     | Oplage: 30.000                                                    | Kwaliteit: Proof                                      |
| Geen afbeelding beschikbaar | Uitgifte: 13 november 2002 | Diameter: 30mm                              | Gewicht: 16,2g                                                    | Marktwaarde: ?                                        |
| Geen afbeelding beschikbaar | Deel van de collectie "Kunstschatten van Oostenrijk". |                                             |                                                                   |                                                       |

### 2003
| Geen afbeelding beschikbaar | Onderwerp: 700 jaar Stad Hall in Tirol                       | Onderwerp: 700 jaar Stad Hall in Tirol | Ontwerper: Herbert Wähner en Helmut Andexlinger                   | Ontwerper: Herbert Wähner en Helmut Andexlinger       |
| Geen afbeelding beschikbaar | Waarde: 25 euro                                              | Legering: Ag 900 (Zilver) & 7.15g Niob | Oplage: 50.000                                                    | Kwaliteit: UNC                                        |
| Geen afbeelding beschikbaar | Uitgifte: 29 januari 2003                                    | Diameter: 34mm                         | Gewicht: 17,15g                                                   | Marktwaarde: ?                                        |
| Geen afbeelding beschikbaar |                                                              |                                        |                                                                   |                                                       |
|                             |                                                              |                                        |                                                                   |                                                       |
| Geen afbeelding beschikbaar | Onderwerp: Christelijke liefdadigheid                        | Onderwerp: Christelijke liefdadigheid  | Ontwerper: Helmut Andexlinger                                     | Ontwerper: Helmut Andexlinger                         |
| Geen afbeelding beschikbaar | Waarde: 50 euro                                              | Legering: Au 986 (Goud)                | Oplage: 50.000                                                    | Kwaliteit: Proof                                      |
| Geen afbeelding beschikbaar | Uitgifte: 12 maart 2003                                      | Diameter: 22mm                         | Gewicht: 10,14g                                                   | Marktwaarde: $435 USD                                 |
| Geen afbeelding beschikbaar | Deel van de collectie "2000 jaar Christendom".               |                                        |                                                                   |                                                       |
|                             |                                                              |                                        |                                                                   |                                                       |
| Geen afbeelding beschikbaar | Onderwerp: Het kasteel Schloss Hof                           | Onderwerp: Het kasteel Schloss Hof     | Ontwerper: Andreas I. Zanaschka                                   | Ontwerper: Andreas I. Zanaschka                       |
| Geen afbeelding beschikbaar | Waarde: 10 euro                                              | Legering: Ag 925 (Zilver)              | Oplage: 130.000 (Circulation) 20.000 (UNC) 50.000 (Frosted Proof) | Kwaliteit: Circulation, UNC, Frosted Proof            |
| Geen afbeelding beschikbaar | Uitgifte: 9 april 2003                                       | Diameter: 32mm                         | Gewicht: 17,3g                                                    | Marktwaarde: ?                                        |
| Geen afbeelding beschikbaar | Deel van de collectie "Oostenrijk en haar burgers - Deel V". |                                        |                                                                   |                                                       |
|                             |                                                              |                                        |                                                                   |                                                       |
| Geen afbeelding beschikbaar | Onderwerp: Waterkracht                                       | Onderwerp: Waterkracht                 | Ontwerper: Herbert Wähner en Thomas Pesendorfer                   | Ontwerper: Herbert Wähner en Thomas Pesendorfer       |
| Geen afbeelding beschikbaar | Waarde: 5 euro                                               | Legering: Ag 800 (Zilver)              | Oplage: 500.000 (Circulation) 100.000 (UNC)                       | Kwaliteit: Circulation, UNC                           |
| Geen afbeelding beschikbaar | Uitgifte: 14 mei 2003                                        | Diameter: 28,5mm                       | Gewicht: 10g                                                      | Marktwaarde: € 9,00                                   |
| Geen afbeelding beschikbaar |                                                              |                                        |                                                                   |                                                       |
|                             |                                                              |                                        |                                                                   |                                                       |
| Geen afbeelding beschikbaar | Onderwerp: De Biedermeierperiode                             | Onderwerp: De Biedermeierperiode       | Ontwerper: Andreas I. Zanaschka                                   | Ontwerper: Andreas I. Zanaschka                       |
| Geen afbeelding beschikbaar | Waarde: 20 euro                                              | Legering: Ag 900 (Zilver)              | Oplage: 50.000                                                    | Kwaliteit: Frosted Proof                              |
| Geen afbeelding beschikbaar | Uitgifte: 11 juni 2003                                       | Diameter: 34mm                         | Gewicht: 20g                                                      | Marktwaarde: ?                                        |
| Geen afbeelding beschikbaar | Deel van de collectie "Oostenrijk door de eeuwen heen".      |                                        |                                                                   |                                                       |
|                             |                                                              |                                        |                                                                   |                                                       |
| Geen afbeelding beschikbaar | Onderwerp: De naoorlogse periode                             | Onderwerp: De naoorlogse periode       | Ontwerper: Thomas Pesendorfer en Herbert Wähner                   | Ontwerper: Thomas Pesendorfer en Herbert Wähner       |
| Geen afbeelding beschikbaar | Waarde: 20 euro                                              | Legering: Ag 900 (Zilver)              | Oplage: 50.000                                                    | Kwaliteit: Frosted Proof                              |
| Geen afbeelding beschikbaar | Uitgifte: 17 september 2003                                  | Diameter: 34mm                         | Gewicht: 20g                                                      | Marktwaarde: ?                                        |
| Geen afbeelding beschikbaar | Deel van de collectie "Oostenrijk door de eeuwen heen".      |                                        |                                                                   |                                                       |
|                             |                                                              |                                        |                                                                   |                                                       |
| Geen afbeelding beschikbaar | Onderwerp: Het Paleis van Schoenbrunn                        | Onderwerp: Het Paleis van Schoenbrunn  | Ontwerper: Helmut Andexlinger en Andreas I. Zanaschka             | Ontwerper: Helmut Andexlinger en Andreas I. Zanaschka |
| Geen afbeelding beschikbaar | Waarde: 10 euro                                              | Legering: Ag 925 (Zilver)              | Oplage: 100.000 (Circulation) 40.000 (UNC) 60,000 (Frosted Proof) | Kwaliteit: Circulation, UNC, Frosted Proof            |
| Geen afbeelding beschikbaar | Uitgifte: 8 oktober 2003                                     | Diameter: 32mm                         | Gewicht: 17,3g                                                    | Marktwaarde: ?                                        |
| Geen afbeelding beschikbaar | Deel van de collectie "Oostenrijk en haar burgers - Deel V". |                                        |                                                                   |                                                       |
|                             |                                                              |                                        |                                                                   |                                                       |
| Geen afbeelding beschikbaar | Onderwerp: Schilderen                                        | Onderwerp: Schilderen                  | Ontwerper: Herbert Wähner en Thomas Pesendorfer                   | Ontwerper: Herbert Wähner en Thomas Pesendorfer       |
| Geen afbeelding beschikbaar | Waarde: 100 euro                                             | Legering: Au 986 (Goud)                | Oplage: 30.000                                                    | Kwaliteit: Proof                                      |
| Geen afbeelding beschikbaar | Uitgifte: 5 november 2003                                    | Diameter: 30mm                         | Gewicht: 16,2g                                                    | Marktwaarde: ?                                        |
| Geen afbeelding beschikbaar | Deel van de collectie "Kunstschatten van Oostenrijk".        |                                        |                                                                   |                                                       |

### 2004
| Geen afbeelding beschikbaar         | Onderwerp: EU-uitbreiding                                    | Onderwerp: EU-uitbreiding              | Ontwerper: Herbert Wähner en Thomas Pesendorfer                   | Ontwerper: Herbert Wähner en Thomas Pesendorfer     |
| Geen afbeelding beschikbaar         | Waarde: 5 euro                                               | Legering: Ag 800 (Zilver)              | Oplage: 275.000 (Circulation) 125.000 (UNC)                       | Quality: Circulation, UNC                           |
| Geen afbeelding beschikbaar         | Uitgifte: 28 januari 2004                                    | Diameter: 28,5mm                       | Gewicht: 10g                                                      | Marktwaarde: ?                                      |
| Geen afbeelding beschikbaar         |                                                              |                                        |                                                                   |                                                     |
|                                     |                                                              |                                        |                                                                   |                                                     |
| Geen afbeelding beschikbaar         | Onderwerp: 150 jaar Semmeringspoorlijn                       | Onderwerp: 150 jaar Semmeringspoorlijn | Ontwerper: Thomas Pesendorfer en Helmut Andexlinger               | Ontwerper: Thomas Pesendorfer en Helmut Andexlinger |
| Geen afbeelding beschikbaar         | Waarde: 25 euro                                              | Legering: Ag 900 (Zilver) & 7.15g Niob | Oplage: 50.000                                                    | Kwaliteit: UNC                                      |
| Geen afbeelding beschikbaar         | Uitgifte: 18 februari 2004                                   | Diameter: 34mm                         | Gewicht: 17,15g                                                   | Marktwaarde: ?                                      |
| Geen afbeelding beschikbaar         |                                                              |                                        |                                                                   |                                                     |
|                                     |                                                              |                                        |                                                                   |                                                     |
| Geen afbeelding beschikbaar         | Onderwerp: Joseph Haydn                                      | Onderwerp: Joseph Haydn                | Ontwerper: Herbert Wähner                                         | Ontwerper: Herbert Wähner                           |
| Geen afbeelding beschikbaar         | Waarde: 50 euro                                              | Legering: Au 986 (Goud)                | Oplage: 50.000                                                    | Kwaliteit: Proof                                    |
| Geen afbeelding beschikbaar         | Uitgifte: 20 maart 2004                                      | Diameter: 22mm                         | Gewicht: 10,14g                                                   | Marktwaarde: ?                                      |
| Geen afbeelding beschikbaar         | Deel van de collectie "Grote Componisten".                   |                                        |                                                                   |                                                     |
|                                     |                                                              |                                        |                                                                   |                                                     |
| Geen afbeelding beschikbaar         | Onderwerp: Het kasteel van Hellbrunn                         | Onderwerp: Het kasteel van Hellbrunn   | Ontwerper: Herbert Wähner en Thomas Pesendorfer                   | Ontwerper: Herbert Wähner en Thomas Pesendorfer     |
| Geen afbeelding beschikbaar         | Waarde: 10 euro                                              | Legering: Ag 925 (Zilver)              | Oplage: 130.000 (Circulation) 40.000 (UNC) 60.000 (Frosted Proof) | Quality: Circulation, UNC, Frosted Proof            |
| Geen afbeelding beschikbaar         | Uitgifte: 21 april 2004                                      | Diameter: 32mm                         | Gewicht: 17,3g                                                    | Marktwaarde: ?                                      |
| Geen afbeelding beschikbaar         | Deel van de collectie "Oostenrijk en haar burgers - deel V". |                                        |                                                                   |                                                     |
|                                     |                                                              |                                        |                                                                   |                                                     |
| Geen afbeelding beschikbaar         | Onderwerp: 100 jaar Voetbal                                  | Onderwerp: 100 jaar Voetbal            | Ontwerper: Herbert Wähner                                         | Ontwerper: Herbert Wähner                           |
| Geen afbeelding beschikbaar         | Waarde: 5 euro                                               | Legering: Ag 800 (Zilver)              | Oplage: 600.000 (Circulation) 100.000 (UNC)                       | Quality: Circulation, UNC                           |
| Geen afbeelding beschikbaar         | Uitgifte: 12 mei 2004                                        | Diameter: 28,5mm                       | Gewicht: 10g                                                      | Marktwaarde: € 9,00                                 |
| Geen afbeelding beschikbaar         |                                                              |                                        |                                                                   |                                                     |
|                                     |                                                              |                                        |                                                                   |                                                     |
| Geen afbeelding beschikbaar         | Onderwerp: S.M.S. Novara                                     | Onderwerp: S.M.S. Novara               | Ontwerper: Thomas Pesendorfer en Herbert Wähner                   | Ontwerper: Thomas Pesendorfer en Herbert Wähner     |
| Geen afbeelding beschikbaar         | Waarde: 20 euro                                              | Legering: Ag 900 (Zilver)              | Oplage: 50.000                                                    | Kwaliteit: Frosted Proof                            |
| Geen afbeelding beschikbaar         | Uitgifte: 16 juni 2004                                       | Diameter: 34mm                         | Gewicht: 20g                                                      | Marktwaarde: ?                                      |
| Geen afbeelding beschikbaar         | Deel van de collectie "Oostenrijk op de Hoge Zeeën".         |                                        |                                                                   |                                                     |
|                                     |                                                              |                                        |                                                                   |                                                     |
| Geen afbeelding beschikbaar         | Onderwerp: SMS Erzherzog Ferdinand Max                       | Onderwerp: SMS Erzherzog Ferdinand Max | Ontwerper: Thomas Pesendorfer en Herbert Wähner                   | Ontwerper: Thomas Pesendorfer en Herbert Wähner     |
| Geen afbeelding beschikbaar         | Waarde: 20 euro                                              | Legering: Ag 900 (Zilver)              | Oplage: 50.000                                                    | Kwaliteit: Frosted Proof                            |
| Geen afbeelding beschikbaar         | Uitgegeven: 15 september 2004                                | Diameter: 34mm                         | Gewicht: 20g                                                      | Marktwaarde: ?                                      |
| Geen afbeelding beschikbaar         | Deel van de collectie "Oostenrijk op de Hoge Zeeën".         |                                        |                                                                   |                                                     |
|                                     |                                                              |                                        |                                                                   |                                                     |
| Geen afbeelding beschikbaar         | Onderwerp: Het kasteel van Artstetten                        | Onderwerp: Het kasteel van Artstetten  | Ontwerper: Thomas Pesendorfer en Herbert Wähner                   | Ontwerper: Thomas Pesendorfer en Herbert Wähner     |
| Geen afbeelding beschikbaar         | Waarde: 10 euro                                              | Legering: Ag 925 (Zilver)              | Oplage: 130.000 (circulation) 40.000 (UNC) 60.000 (Frosted Proof) | Quality: Circulation, UNC, Frosted Proof            |
| Geen afbeelding beschikbaar         | Uitgifte: 13 oktober 2004                                    | Diameter: 32mm                         | Gewicht: 17,3g                                                    | Marktwaarde: ?                                      |
| Geen afbeelding beschikbaar         | Deel van de collectie "Oostenrijk en haar burgers - Deel V". |                                        |                                                                   |                                                     |
|                                     |                                                              |                                        |                                                                   |                                                     |
|                                     | Onderwerp: Sezession                                         | Onderwerp: Sezession                   | Ontwerper: Helmut Andexlinger                                     | Ontwerper: Helmut Andexlinger                       |
| Waarde: 100 euro                    | Legering: Au 986 (Goud)                                      | Oplage: 30.000                         | Kwaliteit: Proof                                                  |                                                     |
| Uitgifte: 10 november 2004          | Diameter: 30mm                                               | Gewicht: 16,22g                        | Marktwaarde: ?                                                    |                                                     |
| Deel van de collectie "Jugendstil". |                                                              |                                        |                                                                   |                                                     |

### 2005
| Geen afbeelding beschikbaar | Onderwerp: 100 jaar skiën                                      | Onderwerp: 100 jaar skiën                               | Ontwerper: Herbert Wähner                                         | Ontwerper: Herbert Wähner                           |
| Geen afbeelding beschikbaar | Waarde: 5 euro                                                 | Legering: Ag 800 (Zilver)                               | Oplage: 500.000 (Circulation) 100.000 (UNC)                       | Kwaliteit: Circulation, UNC                         |
| Geen afbeelding beschikbaar | Uitgifte: 26 januari 2005                                      | Diameter: 28,5mm                                        | Gewicht: 10g                                                      | Marktwaarde: € 9,00                                 |
| Geen afbeelding beschikbaar |                                                                |                                                         |                                                                   |                                                     |
|                             |                                                                |                                                         |                                                                   |                                                     |
| Geen afbeelding beschikbaar | Onderwerp: Ludwig van Beethoven                                | Onderwerp: Ludwig van Beethoven                         | Ontwerper: Helmut Andexlinger en Herbert Wähner                   | Ontwerper: Helmut Andexlinger en Herbert Wähner     |
| Geen afbeelding beschikbaar | Waarde: 50 euro                                                | Legering: Au 986 (Goud)                                 | Oplage: 50.000                                                    | Kwaliteit: Proof                                    |
| Geen afbeelding beschikbaar | Uitgifte: 16 februari 2005                                     | Diameter: 22mm                                          | Gewicht: 10,14g                                                   | Marktwaarde: ?                                      |
| Geen afbeelding beschikbaar | Deel van de collectie "Grote Componisten"                      |                                                         |                                                                   |                                                     |
|                             |                                                                |                                                         |                                                                   |                                                     |
| Geen afbeelding beschikbaar | Onderwerp: 50 jaar televisie                                   | Onderwerp: 50 jaar televisie                            | Ontwerper: Helmut Andexlinger                                     | Ontwerper: Helmut Andexlinger                       |
| Geen afbeelding beschikbaar | Waarde: 25 euro                                                | Legering: Ag 900 (Zilver) & 7.15g Niob                  | Oplage: 65.000                                                    | Kwaliteit: UNC                                      |
| Geen afbeelding beschikbaar | Uitgifte: 9 maart 2005                                         | Diameter: 34mm                                          | Gewicht: 17,15g                                                   | Marktwaarde: ?                                      |
| Geen afbeelding beschikbaar |                                                                |                                                         |                                                                   |                                                     |
|                             |                                                                |                                                         |                                                                   |                                                     |
| Geen afbeelding beschikbaar | Onderwerp: 60 jaar Tweede Oostenrijkse Republiek               | Onderwerp: 60 jaar Tweede Oostenrijkse Republiek        | Ontwerper: Helmut Andexlinger en Herbert Wähner                   | Ontwerper: Helmut Andexlinger en Herbert Wähner     |
| Geen afbeelding beschikbaar | Waarde: 10 euro                                                | Legering: Ag 925 (Zilver)                               | Oplage: 130.000 (Circulation) 40.000 (UNC) 60.000 (Frosted Proof) | Quality: Circulation, UNC, Frosted Proof            |
| Geen afbeelding beschikbaar | Uitgifte: 11 mei 2005                                          | Diameter: 32mm                                          | Gewicht: 17,3g                                                    | Marktwaarde: € 16,50, € 22,00, ???                  |
| Geen afbeelding beschikbaar | Deel van de collectie "50 jaar Tweede Oostenrijkse Republiek". |                                                         |                                                                   |                                                     |
|                             |                                                                |                                                         |                                                                   |                                                     |
| Geen afbeelding beschikbaar | Onderwerp: Het Europese volkslied-Ludwig van Beethoven         | Onderwerp: Het Europese volkslied-Ludwig van Beethoven  | Ontwerper: Herbert Wähner                                         | Ontwerper: Herbert Wähner                           |
| Geen afbeelding beschikbaar | Waarde: 5 euro                                                 | Legering: Ag 800 (Zilver)                               | Oplage: 275.000 (circulation) 125.000 (UNC)                       | Quality: Circulation, UNC                           |
| Geen afbeelding beschikbaar | Uitgifte: 11 mei 2005                                          | Diameter: 28.5mm                                        | Gewicht: 10g                                                      | Markewaarde: € 9,00                                 |
| Geen afbeelding beschikbaar |                                                                |                                                         |                                                                   |                                                     |
|                             |                                                                |                                                         |                                                                   |                                                     |
| Geen afbeelding beschikbaar | Onderwerp:Admiral Tegetthoff-Noordpoolexpeditie                | Onderwerp:Admiral Tegetthoff-Noordpoolexpeditie         | Ontwerper: Thomas Pesendorfer en Herbert Wähner                   | Ontwerper: Thomas Pesendorfer en Herbert Wähner     |
| Geen afbeelding beschikbaar | Waarde: 20 euro                                                | Legering: Ag 900 (Zilver)                               | Oplage: 50.000                                                    | Kwaliteit: Frosted Proof                            |
| Geen afbeelding beschikbaar | Uitgifte: 8 juni 2005                                          | Diameter: 34mm                                          | Gewicht: 20g                                                      | Marktwaarde: € 35,50                                |
| Geen afbeelding beschikbaar | Deel van de collectie "Oostenrijk op volle zee".               |                                                         |                                                                   |                                                     |
|                             |                                                                |                                                         |                                                                   |                                                     |
| Geen afbeelding beschikbaar | Onderwerp: S.M.S. Sankt Georg                                  | Onderwerp: S.M.S. Sankt Georg                           | Ontwerper: Thomas Pesendorfer                                     | Ontwerper: Thomas Pesendorfer                       |
| Geen afbeelding beschikbaar | Waarde: 20 euro                                                | Legering: Ag 900 (Zilver)                               | Oplage: 50.000                                                    | Kwaliteit: Frosted Proof                            |
| Geen afbeelding beschikbaar | Uitgifte: 14 september 2005                                    | Diameter: 34mm                                          | Gewicht: 20g                                                      | Marktwaarde: € 35,50                                |
| Geen afbeelding beschikbaar | Deel van de collectie "Oostenrijk op volle zee"                |                                                         |                                                                   |                                                     |
|                             |                                                                |                                                         |                                                                   |                                                     |
| Geen afbeelding beschikbaar | Onderwerp: Heropening van het Burgtheater en Opera 1955        | Onderwerp: Heropening van het Burgtheater en Opera 1955 | Ontwerper: Helmut Andexlinger en Herbert Wähner                   | Ontwerper: Helmut Andexlinger en Herbert Wähner     |
| Geen afbeelding beschikbaar | Waarde: 10 euro                                                | Legering: Ag 925 (Zilver)                               | Oplage: 130.000 (Circulation) 40.000 (UNC) 60.000 (Frosted Proof) | Kwaliteit: Circulation, UNC, Frosted Proof          |
| Geen afbeelding beschikbaar | Uitgifte: 12 oktober 2005                                      | Diameter: 32mm                                          | Gewicht: 17,3g                                                    | Marktwaarde: € 16,50, € 22,00, ???                  |
| Geen afbeelding beschikbaar | Deel van de collectie "50 jaar Tweede Oostenrijkse Republiek". |                                                         |                                                                   |                                                     |
|                             |                                                                |                                                         |                                                                   |                                                     |
| Geen afbeelding beschikbaar | Onderwerp: Steinhofkerk                                        | Onderwerp: Steinhofkerk                                 | Ontwerper: Thomas Pesendorfer en Helmut Andexlinger               | Ontwerper: Thomas Pesendorfer en Helmut Andexlinger |
| Geen afbeelding beschikbaar | Waarde: 100 euro                                               | Legering: Au 986 (Goud)                                 | Oplage: 30.000                                                    | Kwaliteit: Proof                                    |
| Geen afbeelding beschikbaar | Uitgifte: 9 november 2005                                      | Diameter: 30mm                                          | Gewicht: 16,22g                                                   | Marktwaarde: ?                                      |
| Geen afbeelding beschikbaar | Deel van de collectie "Jugendstil".                            |                                                         |                                                                   |                                                     |

### 2006
| Geen afbeelding beschikbaar | Onderwerp: EU-voorzitterschap                                 | Onderwerp: EU-voorzitterschap                             | Ontwerpner: Herbert Wähner en Helmut Andexlinger                  | Ontwerpner: Herbert Wähner en Helmut Andexlinger    |
| Geen afbeelding beschikbaar | Waarde: 5 euro                                                | Legering: Ag 800 (Zilver)                                 | Oplage: 250.000 (Circulation) 100.000 (UNC)                       | Kwaliteit: Circulation, UNC                         |
| Geen afbeelding beschikbaar | Uitgifte: 18 januari 2006                                     | Diameter: 28,5mm                                          | Gewicht: 10g                                                      | Marktwaarde: € 9,00                                 |
| Geen afbeelding beschikbaar |                                                               |                                                           |                                                                   |                                                     |
|                             |                                                               |                                                           |                                                                   |                                                     |
| Geen afbeelding beschikbaar | Onderwerp: Wolfgang Amadeus Mozart                            | Onderwerp: Wolfgang Amadeus Mozart                        | Ontwerper: Helmut Andexlinger en Herbert Wähner                   | Ontwerper: Helmut Andexlinger en Herbert Wähner     |
| Geen afbeelding beschikbaar | Waarde: 50 euro                                               | Legering: Au 986 (Goud)                                   | Oplage: 50,000                                                    | Kwaliteit: Proof                                    |
| Geen afbeelding beschikbaar | Uitgifte: 1 februari 2006                                     | Diameter: 22mm                                            | Gewicht: 10,14g                                                   | Marktwaarde: ?                                      |
| Geen afbeelding beschikbaar | Deel van de collectie "Grote Componisten"                     |                                                           |                                                                   |                                                     |
|                             |                                                               |                                                           |                                                                   |                                                     |
| Geen afbeelding beschikbaar | Onderwerp: European Satellite Navigation                      | Onderwerp: European Satellite Navigation                  | Ontwerper: Herbert Wähner en Thomas Pesendorfer                   | Ontwerper: Herbert Wähner en Thomas Pesendorfer     |
| Geen afbeelding beschikbaar | Waarde: 25 euro                                               | Legering: Ag 900 (Zilver) & 7.15g Niob                    | Oplage: 65.000                                                    | Kwaliteit: UNC                                      |
| Geen afbeelding beschikbaar | Uitgifte: 1 maart 2006                                        | Diameter: 34mm                                            | Gewicht: 17,15g                                                   | Marktwaarde: ?                                      |
| Geen afbeelding beschikbaar |                                                               |                                                           |                                                                   |                                                     |
|                             |                                                               |                                                           |                                                                   |                                                     |
| Geen afbeelding beschikbaar | Onderwerp: Nonnbergabdij                                      | Onderwerp: Nonnbergabdij                                  | Ontwerper: Thomas Pesendorfer                                     | Ontwerper: Thomas Pesendorfer                       |
| Geen afbeelding beschikbaar | Waarde: 10 euro                                               | Legering: Ag 925 (Zilver)                                 | Oplage: 130.000 (Circulation) 40.000 (UNC) 60.000 (Frosted Proof) | Kwaliteit: Circulation, UNC, Frosted Proof          |
| Geen afbeelding beschikbaar | Uitgifte: 5 april 2006                                        | Diameter: 32mm                                            | Gewicht: 17,3g                                                    | Marktwaarde: €24.20, €18.15, ???                    |
| Geen afbeelding beschikbaar | Deel van de collectie "Oostenrijk en haar burgers - Deel VI". |                                                           |                                                                   |                                                     |
|                             |                                                               |                                                           |                                                                   |                                                     |
| Geen afbeelding beschikbaar | Onderwerp: 250ste geboortedag van Wolfgang Amadeus Mozart     | Onderwerp: 250ste geboortedag van Wolfgang Amadeus Mozart | Ontwerper: Herbert Wähner en Helmut Andexlinger                   | Ontwerper: Herbert Wähner en Helmut Andexlinger     |
| Geen afbeelding beschikbaar | Waarde: 5 euro                                                | Legering: Ag 800 (Zilver)                                 | Oplage: 375.000 (Circulation) 125.000 (UNC)                       | Kwaliteit: Circulation, UNC                         |
| Geen afbeelding beschikbaar | Uitgifte: 10 mei 2006                                         | Diameter: 28,5mm                                          | Gewicht: 10g                                                      | Marktwaarde: € 9,00                                 |
| Geen afbeelding beschikbaar |                                                               |                                                           |                                                                   |                                                     |
|                             |                                                               |                                                           |                                                                   |                                                     |
| Geen afbeelding beschikbaar | Onderwerp: The Austrian Merchant Navy                         | Onderwerp: The Austrian Merchant Navy                     | Ontwerper: Helmut Andexlinger en Herbert Wähner                   | Ontwerper: Helmut Andexlinger en Herbert Wähner     |
| Geen afbeelding beschikbaar | Waarde: 20 euro                                               | Legering: Ag 900 (Zilver)                                 | Oplage: 50.000                                                    | Kwaliteit: Frosted Proof                            |
| Geen afbeelding beschikbaar | Uitgifte: 7 juni 2006                                         | Diameter: 34mm                                            | Gewicht: 20g                                                      | Marktwaarde: € 35,50                                |
| Geen afbeelding beschikbaar | Deel van de collectie "Oostenrijk op volle zee".              |                                                           |                                                                   |                                                     |
|                             |                                                               |                                                           |                                                                   |                                                     |
| Geen afbeelding beschikbaar | Onderwerp: S.M.S. Viribus Unitis                              | Onderwerp: S.M.S. Viribus Unitis                          | Ontwerper: Helmut Andexlinger en Thomas Pesendorfer               | Ontwerper: Helmut Andexlinger en Thomas Pesendorfer |
| Geen afbeelding beschikbaar | Waarde: 20 euro                                               | Legering: Ag 900 (Zilver)                                 | Oplage: 50.000                                                    | Kwaliteit: Frosted Proof                            |
| Geen afbeelding beschikbaar | Uitgifte: 13 september 2006                                   | Diameter: 34mm                                            | Gewicht: 20g                                                      | Marktwaarde: € 35,50                                |
| Geen afbeelding beschikbaar | Deel van de collectie "Oostenrijk op volle zee".              |                                                           |                                                                   |                                                     |
|                             |                                                               |                                                           |                                                                   |                                                     |
| Geen afbeelding beschikbaar | Onderwerp: Göttweigabdij                                      | Onderwerp: Göttweigabdij                                  | Ontwerper: Herbert Wähner en Thomas Pesendorfer                   | Ontwerper: Herbert Wähner en Thomas Pesendorfer     |
| Geen afbeelding beschikbaar | Waarde: 10 euro                                               | Legering: Ag 925 (Zilver)                                 | Oplage: 130.000 (Circulation) 40.000 (UNC) 60.000 (Frosted Proof) | Kwaliteit: Circulation, UNC, Frosted Proof          |
| Geen afbeelding beschikbaar | Uitgegeven: 11 oktober 2006                                   | Diameter: 32mm                                            | Gewicht: 17,3g                                                    | Marktwaarde: € 18,15, € 24,20, ???                  |
| Geen afbeelding beschikbaar | Deel van de collectie "Oostenrijk en haar burgers - Deel VI". |                                                           |                                                                   |                                                     |
|                             |                                                               |                                                           |                                                                   |                                                     |
| Geen afbeelding beschikbaar | Onderwerp: River Wien Gate                                    | Onderwerp: River Wien Gate                                | Ontwerper: Helmut Andexlinger                                     | Ontwerper: Helmut Andexlinger                       |
| Geen afbeelding beschikbaar | Waarde: 100 euro                                              | Legering: Au 986 (Goud)                                   | Oplage: 30.000                                                    | Kwaliteit: Proof                                    |
| Geen afbeelding beschikbaar | Uitgifte: 8 november 2006                                     | Diameter: 30mm                                            | Gewicht: 16,22g                                                   | Marktwaarde: ?                                      |
| Geen afbeelding beschikbaar | Deel van de collectie "Jugendstil".                           |                                                           |                                                                   |                                                     |

### 2007
| Geen afbeelding beschikbaar | Onderwerp: 100 jaar wereldwijd mannelijk stemrecht            | Onderwerp: 100 jaar wereldwijd mannelijk stemrecht | Ontwerper: Herbert Wähner                                         | Ontwerper: Herbert Wähner                           |
| Geen afbeelding beschikbaar | Waarde: 5 euro                                                | Legering: Ag 800 (Zilver)                          | Oplage: 150.000 (Circulation) 100.000 (UNC)                       | Kwaliteit: Circulation, UNC                         |
| Geen afbeelding beschikbaar | Uitgifte: 10 januari 2007                                     | Diameter: 28,5mm                                   | Gewicht: 10g                                                      | Marktwaarde: € 9,00                                 |
| Geen afbeelding beschikbaar |                                                               |                                                    |                                                                   |                                                     |
|                             |                                                               |                                                    |                                                                   |                                                     |
| Geen afbeelding beschikbaar | Onderwerp: Gerard van Swieten                                 | Onderwerp: Gerard van Swieten                      | Ontwerper: Helmut Andexlinger                                     | Ontwerper: Helmut Andexlinger                       |
| Geen afbeelding beschikbaar | Waarde: 50 euro                                               | Legering: Au 986 (Goud)                            | Oplage: 50.000                                                    | Kwaliteit: Proof                                    |
| Geen afbeelding beschikbaar | Uitgifte: 31 januari 2007                                     | Diameter: 22mm                                     | Gewicht: 10,14g                                                   | Marktwaarde: € 230,34                               |
| Geen afbeelding beschikbaar | Deel van de collectie "Gevierde artsen van Oostenrijk"        |                                                    |                                                                   |                                                     |
|                             |                                                               |                                                    |                                                                   |                                                     |
| Geen afbeelding beschikbaar | Onderwerp: Oostenrijkse vliegkunst                            | Onderwerp: Oostenrijkse vliegkunst                 | Ontwerper: Herbert Wähner en Thomas Pesendorfer                   | Ontwerper: Herbert Wähner en Thomas Pesendorfer     |
| Geen afbeelding beschikbaar | Waarde: 25 euro                                               | Legering: Ag 900 (Zilver) & 6,5g Niob              | Oplage: 65.000                                                    | Kwaliteit: UNC                                      |
| Geen afbeelding beschikbaar | Uitgifte: 28 januari 2007                                     | Diameter: 34mm                                     | Gewicht: 16,50g                                                   | Marktwaarde: € 49.95                                |
| Geen afbeelding beschikbaar |                                                               |                                                    |                                                                   |                                                     |
|                             |                                                               |                                                    |                                                                   |                                                     |
| Geen afbeelding beschikbaar | Onderwerp: Abdij van Melk                                     | Onderwerp: Abdij van Melk                          | Ontwerper: Thomas Pesendorfer en Herbert Wähner                   | Ontwerper: Thomas Pesendorfer en Herbert Wähner     |
| Geen afbeelding beschikbaar | Waarde: 10 euro                                               | Legering: Ag 925 (Zilver)                          | Oplage: 130.000 (Circulation) 40.000 (UNC) 60.000 (Frosted Proof) | Kwaliteit: Circulation, UNC, Frosted Proof          |
| Geen afbeelding beschikbaar | Uitgifte: 18 april 2007                                       | Diameter: 32mm                                     | Gewicht: 17,3g                                                    | Marktwaarde: € 18,15, € 24,20, ???                  |
| Geen afbeelding beschikbaar | Deel van de collectie "Oostenrijk en haar burgers - Deel VI". |                                                    |                                                                   |                                                     |
| Geen afbeelding beschikbaar | Onderwerp: Mariazell                                          | Onderwerp: Mariazell                               | Ontwerper: Herbert Wähner en Thomas Pesendorfer                   | Ontwerper: Herbert Wähner en Thomas Pesendorfer     |
| Geen afbeelding beschikbaar | Waarde: 5 euro                                                | Legering: Ag 800 (Zilver)                          | Oplage: 450.000 (Circulation) 100.000 (UNC)                       | Kwaliteit: Circulation, UNC                         |
| Geen afbeelding beschikbaar | Uitgifte: 9 mei 2007                                          | Diameter: 28,5mm                                   | Gewicht: 10g                                                      | Marktwaarde: € 9,00                                 |
| Geen afbeelding beschikbaar |                                                               |                                                    |                                                                   |                                                     |
|                             |                                                               |                                                    |                                                                   |                                                     |
| Geen afbeelding beschikbaar | Onderwerp: Keizer Ferdinands "North Railway"                  | Onderwerp: Keizer Ferdinands "North Railway"       | Designer: Thomas Pesendorfer en Helmut Andexlinger                | Designer: Thomas Pesendorfer en Helmut Andexlinger  |
| Geen afbeelding beschikbaar | Waarde: 20 euro                                               | Legering: Ag 900 (Zilver)                          | Oplage: 50.000                                                    | Kwaliteit: Frosted Proof                            |
| Geen afbeelding beschikbaar | Uitgifte: 13 juni 2007                                        | Diameter: 34mm                                     | Gewicht: 20g                                                      | Marktwaarde: € 37,95                                |
| Geen afbeelding beschikbaar | Deel van de collectie "Oostenrijkse Spoorwegen".              |                                                    |                                                                   |                                                     |
|                             |                                                               |                                                    |                                                                   |                                                     |
| Geen afbeelding beschikbaar | Onderwerp: Semmeringspoorlijn Wenen-Triest                    | Onderwerp: Semmeringspoorlijn Wenen-Triest         | Ontwerper: Herbert Wähner en Thomas Pesendorfer                   | Ontwerper: Herbert Wähner en Thomas Pesendorfer     |
| Geen afbeelding beschikbaar | Waarde: 20 euro                                               | Legering: Ag 900 (Zilver)                          | Oplage: 50.000                                                    | Kwaliteit: Frosted Proof                            |
| Geen afbeelding beschikbaar | Uitgifte: 12 september 2007                                   | Diameter: 34mm                                     | Gewicht: 20g                                                      | Marktwaarde: € 37,95                                |
| Geen afbeelding beschikbaar | Deel van de collectie "Oostenrijkse Spoorwegen"               |                                                    |                                                                   |                                                     |
|                             |                                                               |                                                    |                                                                   |                                                     |
| Geen afbeelding beschikbaar | Onderwerp: St. Paul im Lavanttal                              | Onderwerp: St. Paul im Lavanttal                   | Ontwerper: Thomas Pesendorfer en Herbert Wähner                   | Ontwerper: Thomas Pesendorfer en Herbert Wähner     |
| Geen afbeelding beschikbaar | Waarde: 10 euro                                               | Legering: Ag 925 (Zilver)                          | Oplage: 130.000 (Circulation) 40.000 (UNC) 60.000 (Frosted Proof) | Kwaliteit: Circulation, UNC, Frosted Proof          |
| Geen afbeelding beschikbaar | Uitgifte: 10 oktober 2007                                     | Diameter: 32mm                                     | Gewicht: 17 3g                                                    | Marktwaarde: € 18,15, € 24,20, ???                  |
| Geen afbeelding beschikbaar | Deel van de collectie "Oostenrijk en haar burgers - Deel VI". |                                                    |                                                                   |                                                     |
|                             |                                                               |                                                    |                                                                   |                                                     |
| Geen afbeelding beschikbaar | Onderwerp: Linke Wienzeile Nr. 38                             | Onderwerp: Linke Wienzeile Nr. 38                  | Ontwerper: Thomas Pesendorfer en Helmut Andexlinger               | Ontwerper: Thomas Pesendorfer en Helmut Andexlinger |
| Geen afbeelding beschikbaar | Waarde: 100 euro                                              | Legering: Au 986 (Goud)                            | Oplage: 30.000                                                    | Kwaliteit: Proof                                    |
| Geen afbeelding beschikbaar | Uitgifte: 7 november 2007                                     | Diameter: 30mm                                     | Gewicht: 16,227g                                                  | Marktwaarde: € 368,53                               |
| Geen afbeelding beschikbaar | Deel van de collectie "Jugendstil".                           |                                                    |                                                                   |                                                     |

### 2008
| Geen afbeelding beschikbaar | Onderwerp: Ignaz Philipp Semmelweis                           | Onderwerp: Ignaz Philipp Semmelweis                  | Ontwerper: Thomas Pesendorfer                                     | Ontwerper: Thomas Pesendorfer                       |
| Geen afbeelding beschikbaar | Waarde: 50 euro                                               | Legering: Au 986 (Goud)                              | Oplage: 50,000                                                    | Kwaliteit: Proof                                    |
| Geen afbeelding beschikbaar | Uitgifte: 30 januari 2008                                     | Diameter: 22mm                                       | Gewicht: 10,14g                                                   | Marktwaarde: € 249,00                               |
| Geen afbeelding beschikbaar | Deel van de collectie "Gevierde artsen van Oostenrijk"        |                                                      |                                                                   |                                                     |
|                             |                                                               |                                                      |                                                                   |                                                     |
| Geen afbeelding beschikbaar | Onderwerp: Voetbal (twee munten)                              | Onderwerp: Voetbal (twee munten)                     | Ontwerper: Helmut Andexlinger en Thomas Pesendorfer               | Ontwerper: Helmut Andexlinger en Thomas Pesendorfer |
| Geen afbeelding beschikbaar | Waarde: 5 euro                                                | Legering: Ag 800 (Zilver)                            | Oplage: 225.000 (Circulation) 100.000 (UNC)                       | Kwaliteit: Circulation, UNC                         |
| Geen afbeelding beschikbaar | Uitgifte: 27 februari 2008                                    | Diameter: 28,5mm                                     | Gewicht: 10g                                                      | Marktwaarde: € 18,00 (twee munten)                  |
| Geen afbeelding beschikbaar |                                                               |                                                      |                                                                   |                                                     |
|                             |                                                               |                                                      |                                                                   |                                                     |
| Geen afbeelding beschikbaar | Onderwerp: Fascinerend licht                                  | Onderwerp: Fascinerend licht                         | Ontwerper: Herbert Wähner                                         | Ontwerper: Herbert Wähner                           |
| Geen afbeelding beschikbaar | Waarde: 25 euro                                               | Legering: Ag 900 (Zilver) & 6,5g Niob                | Oplage: 65.000                                                    | Kwaliteit: UNC                                      |
| Geen afbeelding beschikbaar | Uitgifte: 12 maart 2008                                       | Diameter: 34mm                                       | Gewicht: 16,50g                                                   | Marktwaarde: € 44,55                                |
| Geen afbeelding beschikbaar |                                                               |                                                      |                                                                   |                                                     |
|                             |                                                               |                                                      |                                                                   |                                                     |
| Geen afbeelding beschikbaar | Onderwerp: Klosterneuburg                                     | Onderwerp: Klosterneuburg                            | Ontwerper: Thomas Pesendorfer                                     | Ontwerper: Thomas Pesendorfer                       |
| Geen afbeelding beschikbaar | Waarde: 10 euro                                               | Legering: Ag 925 (Zilver)                            | Oplage: 130.000 (Circulation) 40.000 (UNC) 60.000 (Frosted Proof) | Kwaliteit: Circulation, UNC, Frosted Proof          |
| Geen afbeelding beschikbaar | Uitgifte: 16 april 2008                                       | Diameter: 32mm                                       | Gewicht: 17,3g                                                    | Marktwaarde: € 18,15, € 24,20, ???                  |
| Geen afbeelding beschikbaar | Deel van de collectie "Oostenrijk en haar burgers - Deel VI". |                                                      |                                                                   |                                                     |
|                             |                                                               |                                                      |                                                                   |                                                     |
| Geen afbeelding beschikbaar | Onderwerp: 100ste Verjaardag van Herbert von Karajan          | Onderwerp: 100ste Verjaardag van Herbert von Karajan | Ontwerper: Helmut Andexlinger en Thomas Pesendorfer               | Ontwerper: Helmut Andexlinger en Thomas Pesendorfer |
| Geen afbeelding beschikbaar | Waarde: 5 euro                                                | Legering: Ag 800 (Zilver)                            | Oplage: 150.000 (Circulation) 100.000 (UNC)                       | Kwaliteit: Circulation, UNC                         |
| Geen afbeelding beschikbaar | Uitgifte: 9 mei 2008                                          | Diameter: 28,5mm                                     | Gewicht: 10g                                                      | Marktwaarde: € 9,00, ???                            |
| Geen afbeelding beschikbaar |                                                               |                                                      |                                                                   |                                                     |